# Halfway to Heaven
"Halfway to Heaven" är en låt av Europe och andra singeln från albumet Prisoners in Paradise, som gavs ut i mars 1992. På B-sidan finns "Yesterday's News". En live-video spelades in på  klubben Marquee Club i London, England.

## Listplaceringar
| Lista (1992)   | Topplacering |
| -------------- | ------------ |
| Storbritannien | 42           |

## Musiker
- Joey Tempest - sång
- Kee Marcello - gitarr
- John Levén - bas
- Mic Michaeli - klaviatur
- Ian Haugland - trummor